# Friesodielsia oxyphylla
Friesodielsia oxyphylla là loài thực vật có hoa thuộc họ Na. Loài này được (Miq.) Steenis mô tả khoa học đầu tiên năm 1964.